# Najwa Nimri

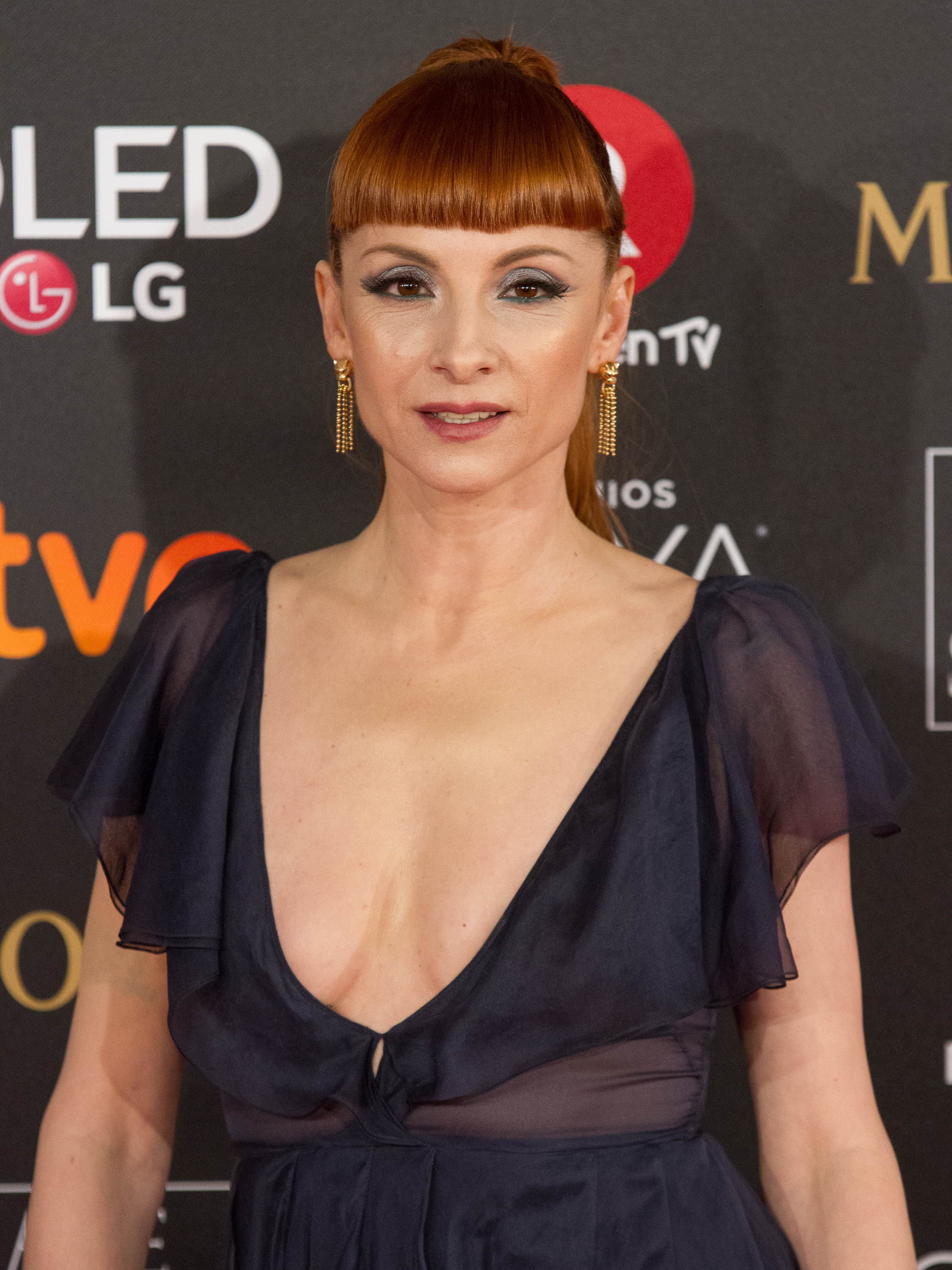
Najwa Nimri bei der Goya-Verleihung 2018

Najwa Nimri Urrutikoetxea (* 14. Februar 1972 in Pamplona), auch nur als Najwa oder Najwa Nimri, arabisch نجوى نمري Nadschwā Nimrī, bekannt, ist eine spanische Liedermacherin und Schauspielerin.

## Leben
Najwa Nimris Mutter stammt aus Navarra in Nordspanien und ihr Vater ist aus Jordanien. In ihrer Kindheit wohnte sie mit ihrer Familie in Bilbao, heute lebt sie in Madrid. Ihre erste bedeutende Rolle als Schauspielerin spielte sie in Salto al vacío, dem Filmdebüt von Daniel Carparsoro. Seit 2019 spielt sie in der spanischen Netflix-Serie Haus des Geldes die Inspectora Alicia Sierra.
Nimris Laufbahn als Sängerin begann sie in verschiedenen kleinen Gruppen, bis sie Carlos Jean traf, mit dem sie die Band Najwajean gründete. Seit 2001 veröffentlicht sie daneben regelmäßig Soloalben.

## Diskografie

### Mit Carlos Jean (als NajwaJean)
| Jahr | Titel          | Höchstplatzierung, Gesamtwochen, AuszeichnungChartsChartplatzierungen (Jahr, Titel, Platzierungen, Wochen, Auszeichnungen, Anmerkungen) | Anmerkungen |
| Jahr | Titel          | ES | Anmerkungen |
| ---- | -------------- | --- | ----------- |
| 2008 | Till It Breaks | ES16 (12 Wo.)ES |             |
| 2015 | Bonzo          | ES43 (1 Wo.)ES |             |

Weitere Alben
- No Blood (1998)
- Asfalto (Soundtrack)
- Guerreros (2002, Soundtrack)
- Selection (2002)
- Till It Breaks (2008)

### Soloalben
| Jahr | Titel                    | Höchstplatzierung, Gesamtwochen, AuszeichnungChartsChartplatzierungen (Jahr, Titel, Platzierungen, Wochen, Auszeichnungen, Anmerkungen) | Anmerkungen |
| Jahr | Titel                    | ES | Anmerkungen |
| ---- | ------------------------ | --- | ----------- |
| 2006 | Walkabout                | ES23 (8 Wo.)ES |             |
| 2010 | El último primate        | ES10 (8 Wo.)ES |             |
| 2012 | Donde rugen los volcanes | ES35 (3 Wo.)ES |             |
| 2014 | Rat Race                 | ES37 (3 Wo.)ES |             |
| 2020 | Vien de largo            | ES11 (2 Wo.)ES |             |
| 2021 | Ama                      | ES34 (1 Wo.)ES |             |

Weitere Alben
- Carefully (2001)
- Mayday (2003)

### Singles
| Jahr | Titel Album       | Höchstplatzierung, Gesamtwochen, AuszeichnungChartsChartplatzierungen (Jahr, Titel, Album, Platzierungen, Wochen, Auszeichnungen, Anmerkungen) | Anmerkungen |
| Jahr | Titel Album       | ES | Anmerkungen |
| ---- | ----------------- | --- | ----------- |
| 2006 | Capable Walkabout | ES3 (7 Wo.)ES |             |

Weitere Singles
- That Cyclone (2001) aus Carefully
- Following Dolphins (2001) aus Carefully
- Go Cain (2003) aus Mayday
- Hey Boys, Girls (2003) aus Mayday
- Push It (2006) aus Walkabout
- Le tien, le mien (2006) aus Walkabout

## Filmografie
- 1995: Salto al vacío
- 1996: Pasajes
- 1997: A ciegas
- 1997: Virtual Nightmare – Open Your Eyes (Abre los ojos)
- 1998: 9’8m/s²
- 1998: Die Liebenden des Polarkreises (Los Amantes del Círculo Polar)
- 1999: The Citizen
- 2000: Asfalto – Kalter Asphalt (Asfalto)
- 2000: Before Night Falls
- 2001: Lucía y el sexo
- 2001: Fausto 5.0
- 2002: Piedras
- 2003: La reina del bar canalla
- 2003: Utopía
- 2004: Agents Secrets – Im Fadenkreuz des Todes (Agents secrets)
- 2004: A + (Amas)
- 2005: 20 centímetros
- 2005: Die Methode – El Método (El método)
- 2006: Las vidas de Celia
- 2006: Trastorno
- 2007: Mataharis
- 2007: Oviedo Express
- 2010: Eine Nacht in Rom (Habitación en Roma)
- 2010: Route Irish
- 2010: Todo lo que tú quieras
- 2013: The Wine of Summer
- 2013: 10.000 noches en ninguna parte
- 2015–2019: Vis a Vis (Thriller-Serie)[2]
- 2018: Quién te cantará
- 2018: Der Baum des Blutes (El árbol de la Sangre)
- 2019–2021: Haus des Geldes (La casa de papel, Fernsehserie)
- 2020: Vis a Vis: Das Oasis (Vis a Vis: El Oasis, Fernsehserie)
- seit 2022: Heilige Familie (Sagrada familia, Fernsehserie)
- 2023: 30 Monedas (Fernsehserie)
- 2023: Berlín (Fernsehserie)
- 2024: Atemlos (Respira, Fernsehserie, acht Folgen)
- 2024: Die rote Jungfrau (La virgen roja)

## Auszeichnungen
- Für die Hauptrolle in Salto al vacío von Daniel Calparsoro wurde Najwa Nimri 1996 auf dem Premiers Plans – Festival d’Angers mit dem Jean Carment Award ausgezeichnet.
- Najwa Nimri wurde bereits viermal für den Spanischen Filmpreis Goya nominiert. 1999 sollte ihre Hauptrolle in Julio Medems Spielfilm Die Liebenden des Polarkreises gewürdigt werden, für die sie auch für die Preise der spanischen Unión de Actores und der Fotogramas de Plata nominiert wurde, und von den Premios Ondas mit dem Hauptpreis ausgezeichnet wurde. Im Jahr 2001 galt die Nominierung gemeinsam mit Nacho Mastretta und Carlos Jean der besten Originalmusik (Mejor Música Original) in Daniel Calparsoros Film Asfalto – Kalter Asphalt, in dem sie auch die Hauptrolle spielte. Gleich im darauf folgenden Jahr wurde sie für Lucía und der Sex als beste Nebendarstellerin für den Goya und den Preis der Unión de Actores nominiert. Ihre bislang letzte Nominierung für einen Goya erhielt sie 2003 gemeinsam mit Carlos Jean für den besten Originalsong im Film Guerreros von Daniel Calparsoro.
- Im Jahr 2005 erhielt Nimri für die beste Originalmusik in Ramón Salazars Film 20 centímetros einen silbernen Biznaga auf dem Festival de Cine Español de Málaga.